# John Robert Taylor (Physiker)
John Robert Taylor (* 2. Februar 1939 in London) ist ein britischer Physiker.
Taylor studierte Mathematik und Physik an der Universität Cambridge mit dem Bachelor-Abschluss in Mathematik 1960. 1963 wurde er an der University of California, Berkeley, in theoretischer Physik promoviert. Von 1962 bis 1964 war er Instructor an der Princeton University. Ab 1964 war er Assistant Professor, ab 1966 Associate Professor und ab 1968 Professor an der University of Colorado. 1968/69 und 1973/74 war er Gastwissenschaftler am Imperial College London.
In den 1960er Jahren befasste er sich mit der damals aktuellen S-Matrix Theorie der Elementarteilchenphysik (als Schüler von Geoffrey Chew in Berkeley). Daneben befasste er sich unter anderem mit der Physik elektromagnetischer Wellen (Radar) und dem Aharonov-Bohm-Effekt. Sein Buch über Fehleranalyse wurde in sechs Sprachen übersetzt (auch ins Deutsche).
Er befasst sich auch mit Physik-Didaktik, unter anderem Physik-Demonstrationen für Kinder (Mr. Wizzard Vorträge an der Universität), und wurde auf diesem Gebiet mehrfach ausgezeichnet, unter anderem 1989 mit der Distinguished Service Citation der American Association of Physics Teachers. 1987 hatte er eine eigene Fernsehserie in Colorado (Physics for Fun).
1988 bis 1992 war er Mitherausgeber des American Journal of Physics. 

## Schriften
- Scattering Theory: the Quantum Theory of Nonrelativistic Collisions, John Wiley 1972, 2. Auflage 1983, Nachdruck Dover 2006 (auch ins Russische übersetzt)
- Error Analysis, the Study of Uncertainties in Physical Measurements, University Science Books, 1982, 2. Auflage 1997
  - Deutsche Übersetzung: Fehleranalyse: eine Einführung in die Untersuchung von Unsicherheiten in physikalischen Messungen, Weinheim, VCH 1988
- mit Chris Zafiratos Modern Physics, Prentice Hall, 1992